# Torre Amura
La Torre Amura es un complejo de dos edificios de apartamentos ubicado en Veracruz en la Zona metropolitana de Veracruz. Con su altura de 139 metros es el segundo edificio más alto del Estado de Veracruz solo por detrás de la Torre Exertia de 145 metros.
Se divide en dos edificios parte de un mismo complejo. La primera torre de una altura de 139 metros y 37 pisos y la segunda de 34 metros y 9 pisos.
Es el edificio residencial más alto de Veracruz superando a las anteriores ostentoras del título las cercanas Torres JV Residencial de 110 metros.

## Construcción
Su construcción inició en 2017 y terminó en 2020. La empresa Cemex fue una de las abastecedoras del proyecto abasteciendo de cemento las obras, también publicó un video sobre el "detras de cámaras" de la Torre Amura.   
Fue diseñada por los arquitectos Ricardo Fernández Rivero y Carlos Ramos de la Medina de Open Arquitectura. 

## Estructura
Su estructura está inspirada en la estructura de los barcos, sus espacios se organizan como "cámaras de flotación". Esta analogía náutica se refleja en la distribucíon de áreas comunes y privadas, también ayuda a distribuir y unificar áreas con diferentes usos en el proyecto 
En la terraza dicha organización es más notable, aunque está casi totalmente abierta.

## Otros datos
- Altura máxima: 143 Metros
- La Torre Amura se encuentra a 235 metros de las Torres JV Residence
- Los primeros 5 niveles de la primera torre son de amenidades igual que los 4 primeros de la segunda torre [3]
- El edificio participó en el Bienal Nacional de Arquitectura Mexicana 2020-2021 [6]
- Puesto en el Top de Altura
  - En la Zona metropolitana 2.º
  - En el Estado 2.º
- No confundir con el Habitat Torre Amura que se encuentra en La Coruña.